# 火炎瓶

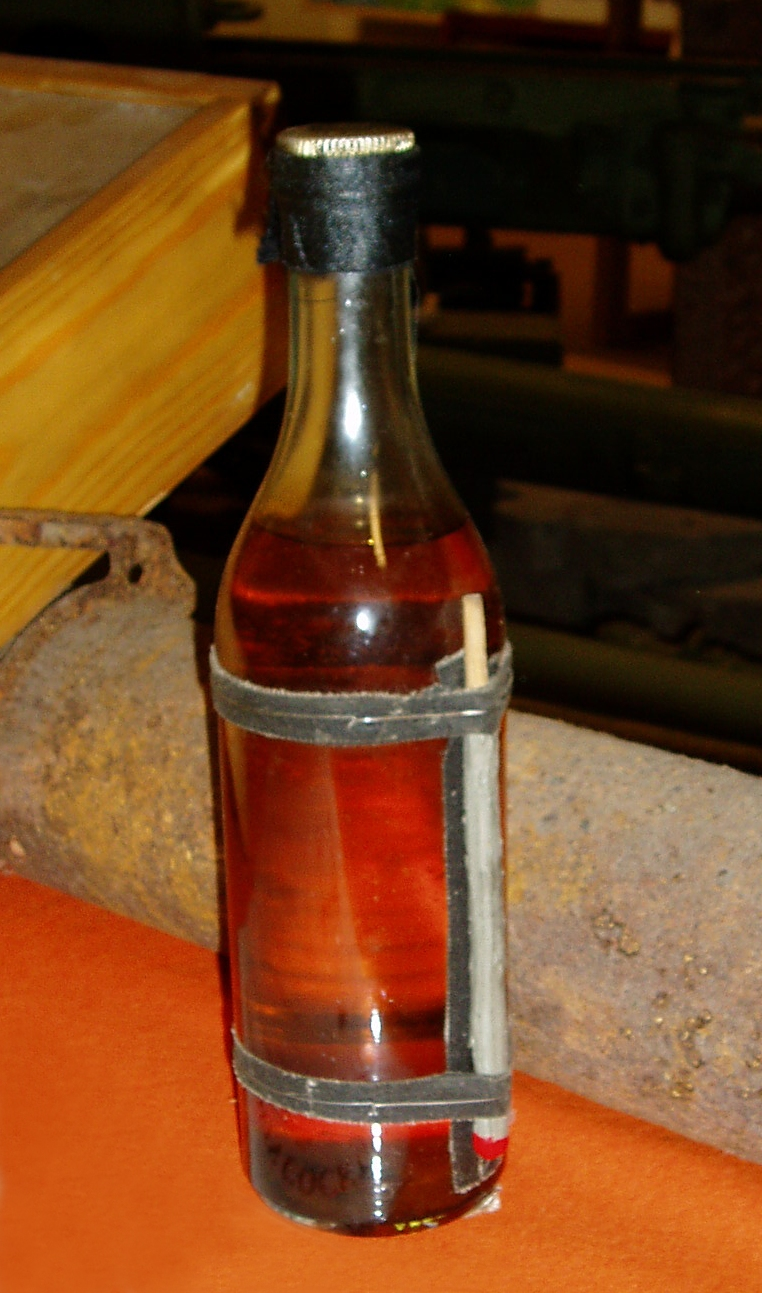
冬戦争でフィンランドが使用した火炎瓶

火炎瓶（かえんびん、火焔瓶とも表記）は、主にガラス製の瓶にガソリン・灯油などの可燃性の液体を充填した、簡易な焼夷弾の一種である。

## 概要
国際法の一つである特定通常兵器使用禁止制限条約（通称CCW）は「焼夷（い）兵器の使用の禁止又は制限に関する議定書（議定書Ⅲ）」において、火炎瓶を焼夷兵器のひとつとして位置づけている。同条約は、砲弾や火炎放射器といった他の焼夷兵器同様、特定の状況下・攻撃対象に対する火炎瓶の使用を一部制限している。
日本の火炎びんの使用等の処罰に関する法律が定めるところによると、火炎びん（火炎瓶）とは、「ガラスびんその他の容器にガソリン、灯油その他引火しやすい物質を入れ、その物質が流出し、又は飛散した場合にこれを燃焼させるための発火装置又は点火装置を施したもので、人の生命、身体又は財産に害を加えるのに使用されるもの」である。
投擲された火炎瓶は、着地した衝撃で瓶が割れ、燃料が飛散するとともに発火する着発式の投擲武器である。
瓶にガソリンや灯油を入れ、布などで栓をするだけでも火炎瓶として機能する。この場合、火種（栓にした布に火をつけるのが一般的）をつけてから投擲する必要がある。密封が甘いと投擲時に詰めた布が外れる、投擲前に瓶を落とすと割れるなど、投擲者自身に火がつく欠点があり、安全装置の付いた手榴弾と比較して危険性が高い。しかし身近な材料だけで個人が製造でき、単純な投石よりも強力になるため、即席兵器としてよく見られる。
これに対して、塩素酸塩や重クロム酸塩と硫酸の化学反応を利用して発火させる方式は点火の必要がなく、安全性でも優れている。具体的には片方の物質を火炎瓶の外側に塗布し、もう片方を燃料に混入して、火炎瓶が割れたときに混ざるようにするものである。
比較的作成が容易で、さらに昨今ではインターネットの普及で、簡単に作り方を調べることができるようになり、未成年者が興味本位で作成し、悪戯に使用する事件も起きている。当局に察知されることなく大量に製造できるため、ローンオフェンダーのテロ行為にも利用されている。
軍用の兵器としては手榴弾に比べて殺傷力が劣り、また梱包爆薬ほどの破壊力もないため、主に装甲車両を炎上させて戦闘能力を低下させる急造の対戦車兵器として使われる。ガソリンエンジン車両のエンジン部は燃料に引火し爆発炎上しやすいため脅威となる。現代の戦車は引火しにくいディーゼルエンジンを搭載しているため破壊することは出来ないが、装甲表面やセンサー類が熱で損傷する、換気・吸気口付近を炎上させると車両内部へ熱風が入る、など戦闘に支障が出るため消火作業が必要となり、これに人手と時間を使わせることで戦闘を妨害する効果がある。
対歩兵用の兵器としては、射程距離が投擲者に依存することや炎が目立つため投擲前に銃撃される恐れがあり、軍用としては積極的に使われていない。

## 歴史
本格的に使用された初の戦争は1936年からのスペイン内戦とされる。
1939年のノモンハン事件の際には日本陸軍によって即席の対戦車兵器として使用され、サイダー瓶を使った急造火炎瓶を肉薄して戦車に投げつけ対抗した。ソ連赤軍の主力であったBT-5はガソリンエンジンだった上、車体の塗装に使われたペンキに引火性があり、火炎瓶で攻撃すると容易に動力部まで引火し炎上し、脱出した乗員を仕留めた。また砲塔に飛び乗ってハッチを開け、中に投げ込む者もいたという。しかし肉薄攻撃を強いられるために日本側の損害も大きかった。赤軍は8月の大攻勢以降、BT-5の無塗装化や排気管の改良、ディーゼルエンジンを搭載したBT-7の投入など対策を取り始め戦果は落ちていった。そもそもソ連側の損害は主に九四式三十七粍砲によるものであり、火炎瓶は擱座した戦車に止めを刺す形で使用されることが多かった。日本軍の使用する地雷や手榴弾、火炎瓶は梯形隊形で攻撃するソ連戦車には大きな脅威とはならず、火炎瓶で破壊されたのは全体の5~10%程度だったとされる。火炎瓶による攻撃を指揮した小野塚吉平大尉は戦後に、原始的で損害も大きいがこれ以外に方法が無かったと語っている。
ノモンハンの戦訓から、赤軍の開発する戦車はBT-7以降、軽油で動くディーゼルエンジンを採用し、のちの第二次世界大戦に役立つことになる。

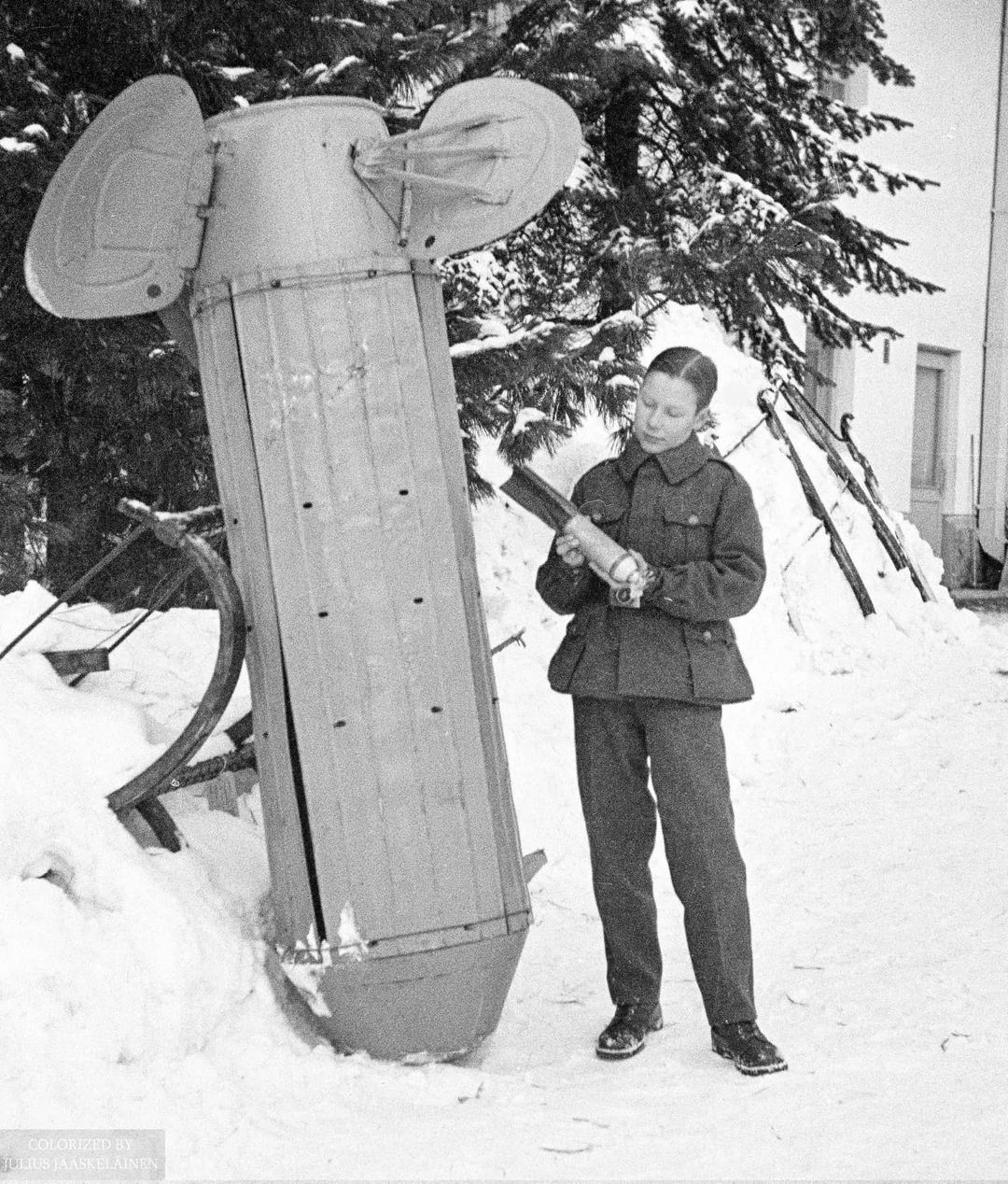
「モロトフのパン籠」ことソ連製RRAB-3集束爆弾

同年末のフィンランド冬戦争の際にもフィンランド国防軍が対戦車兵器として使用した。当時のソ連外相モロトフは、国際連盟でソ連の無差別爆撃について追及された際に「資本主義に搾取されるフィンランド人民のために赤色空軍はパンを投下している」と強弁したことがあった。このため、ソ連軍のRRAB-3収束焼夷弾が「モロトフのパン籠」と揶揄された。そして、火炎瓶は「パン籠」に対するフィンランド人民からの「お礼」であるカクテル（ウォッカの蒸留所で生産された）という意味で「モロトフ・カクテル」と名づけられ、以降火炎瓶の代名詞となった。なおソ連は、独ソ戦中に火炎瓶の製造許可命令にモロトフが署名したのがその語源と主張している。
第二次世界大戦におけるドイツ陸軍では、ガラス容器を2重（卵型の容器の中に試験管型の容器が入っている）にして、割れると2種類の液体が混合して発火する化学反応型の火炎瓶兵器を制式使用していた。イギリスでは民兵組織のホーム・ガード専用装備として通常の火炎瓶の他、「76号SIP手榴弾（No. 76 SIP Grenade） 」を600万個ほど製造していた。手榴弾という名目であるが、白リンとガソリンが封入されており、瓶が割れて白リンが空気に触れると自然発火し、ガソリンが燃える火炎瓶であった。ホーム・ガードでは志願者向けの教育ビデオで火炎瓶の効果的な投擲方法を解説していた。
ハンガリー動乱では抵抗側の火炎瓶によってソ連軍の戦車が400両ほど破壊された。
国家が戦争状態にあるときは、国民に火炎瓶を作り、抵抗するよう呼びかけることがある。2022年ロシアのウクライナ侵攻では、ウクライナのマスメディアがテレビ番組で火炎瓶の作り方と火炎瓶で抵抗するよう呼びかける放送がされた。ビールの醸造所では火炎瓶製造に乗り出し、軍や警察も装備する他、市民が投擲の訓練を行うなどしている。

### 戦後の日本

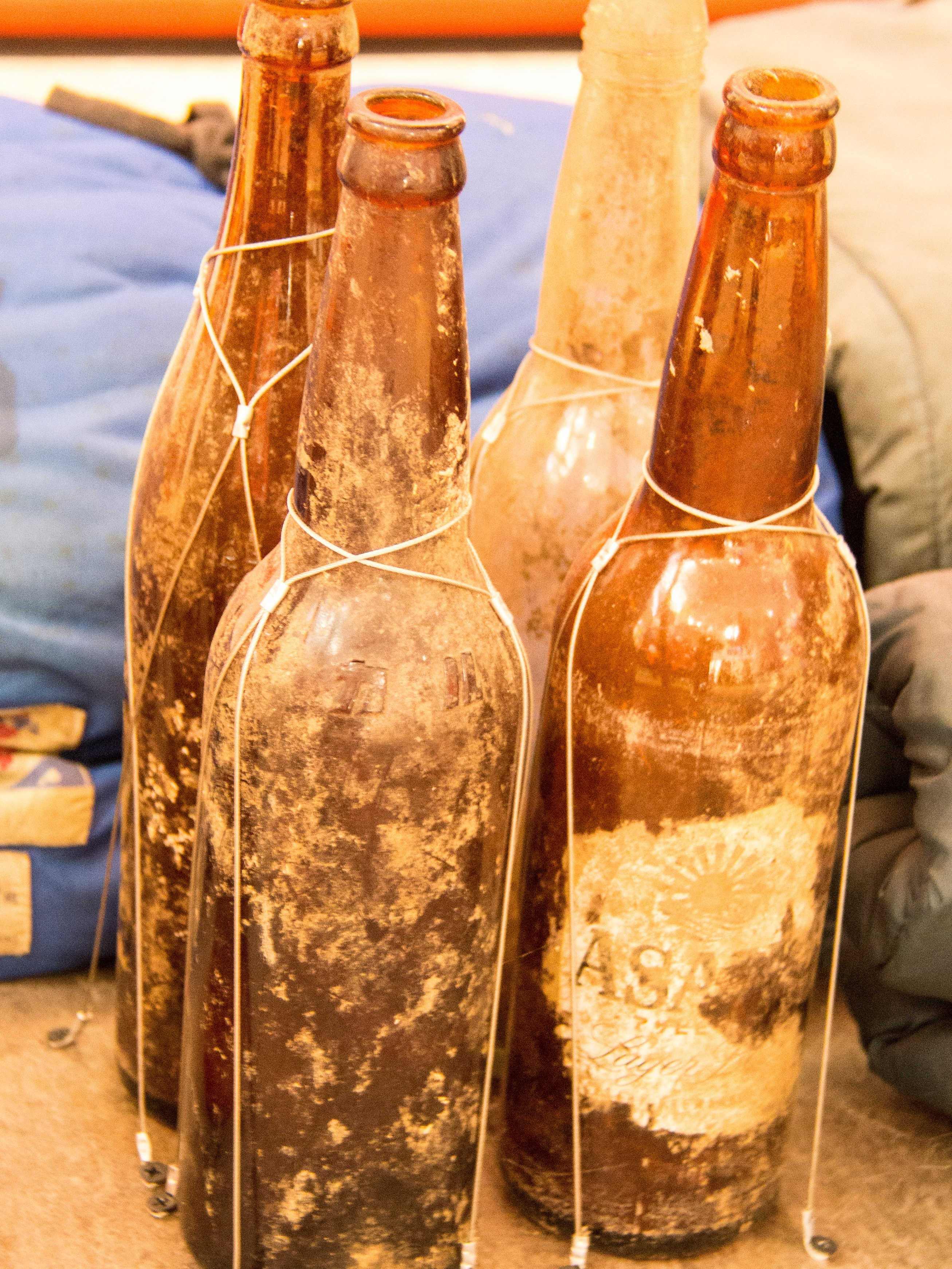
新東京国際空港の反対運動（三里塚闘争）でも火炎瓶は用いられた（成田空港 空と大地の歴史館）

第二次世界大戦後の日本においては、1950年代に日本共産党が組織した山村工作隊や中核自衛隊による武装闘争で多用され、爆発物取締罰則違反として公判が行われたが、1956年（昭和31年）6月27日の最高裁判所判決において「同法の規制対象となる『爆発物』とは、その爆発作用そのものによって公共の安全を攪乱し、または、人の身体や財産を傷害・損壊するに足る破壊力を有するものであり、……（火焔瓶は）いわゆる爆発物に該当しない」として、最高検察庁の主張を退けた。これは、刑法では国家が人を罰するという性質上、厳密な解釈が求められるために罪刑法定主義にもとづき、類推解釈が禁じられているからである。
その後、1971年（昭和46年）11月19日、沖縄返還協定反対デモが日比谷公園内で激化し、その中で過激派の学生の投じた火炎瓶が松本楼を直撃し、2代目の建物を焼失させるなど、1970年代の学生運動や三里塚闘争でよく使われたが、当時の法律では火炎瓶自体については規制することができなかった。そのため、火炎瓶について前述の通り定義して規制する「火炎びんの使用等の処罰に関する法律」を制定し、1972年（昭和47年）5月14日に施行した。
昭和50年版犯罪白書によれば、1968年（昭和43年）10月の日本大学工学部校舎放火事件を皮切りに、火炎瓶は過激派集団の主たる凶器としてしばしば用いられるようになり、1969年（昭和44年）から1971年（昭和46年）までの3年間に使用された火炎びんの総数は約1万2000本、押収された火炎びんの総数は約1万7000本に上った。こうして1972年（昭和47年）の火炎びんの使用等の処罰に関する法律の制定、さらにはその原材料として使用されるおそれのある毒物及び劇物の規制を強化するため、毒物及び劇物取締法の一部改正が行われた。その後、火炎瓶事犯は著しく減少したものの、1975年（昭和50年）の沖縄海洋博阻止闘争など、使用例自体は以後も見られた。

## 画像

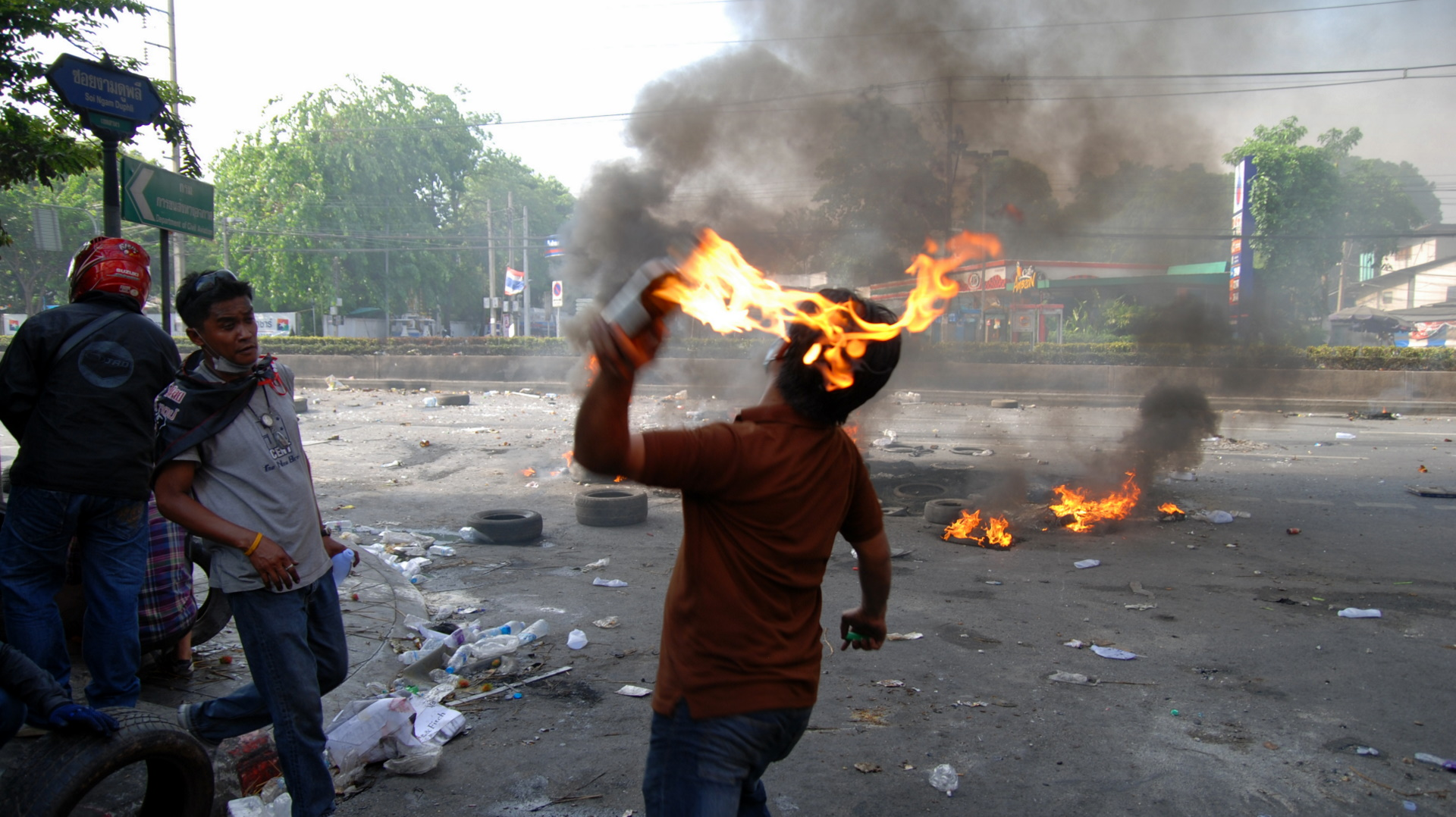
タイにおけるデモで火炎瓶を投げる参加者（2010年）
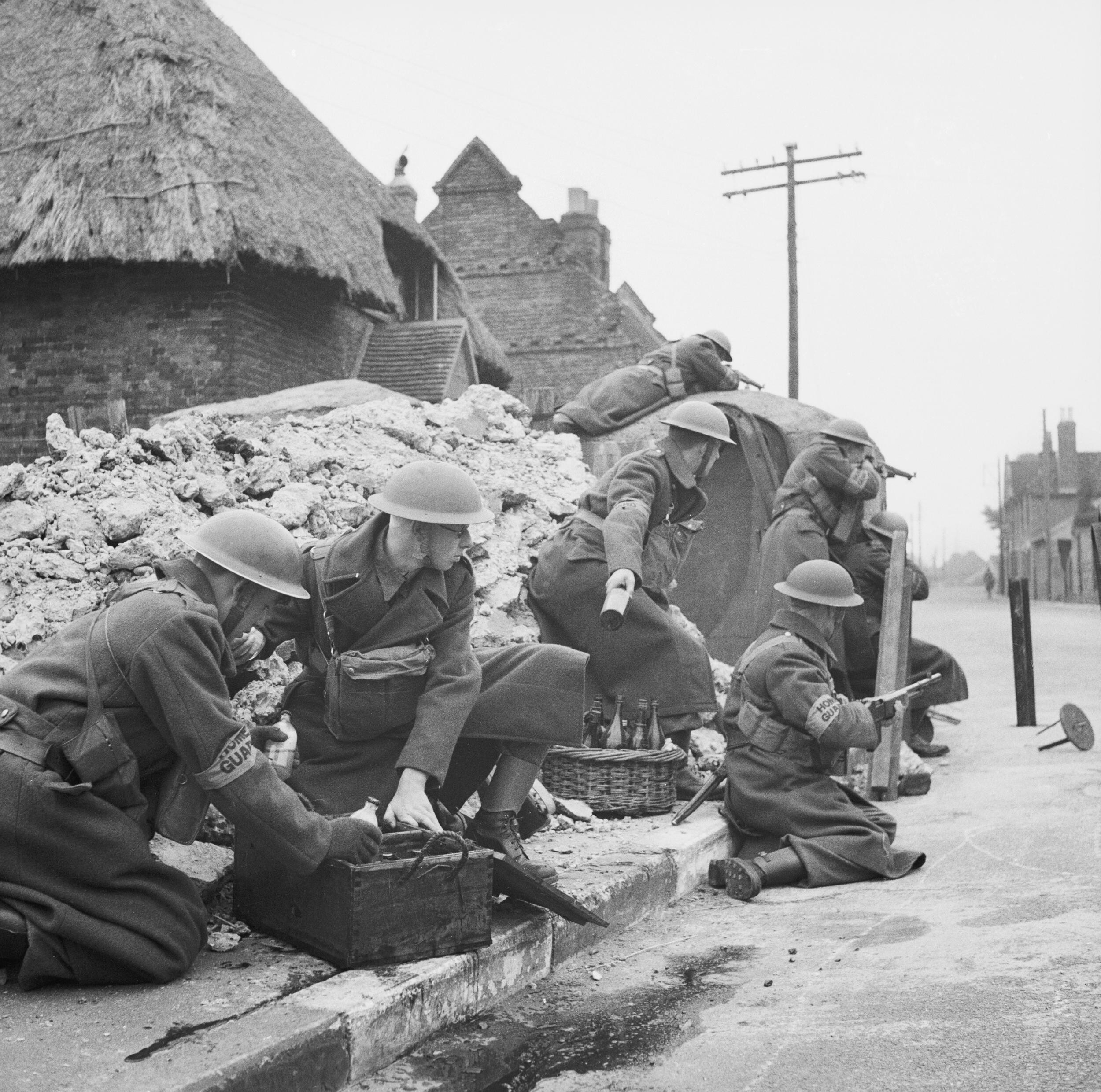
火炎瓶を使用した訓練を行うホーム・ガードの隊員
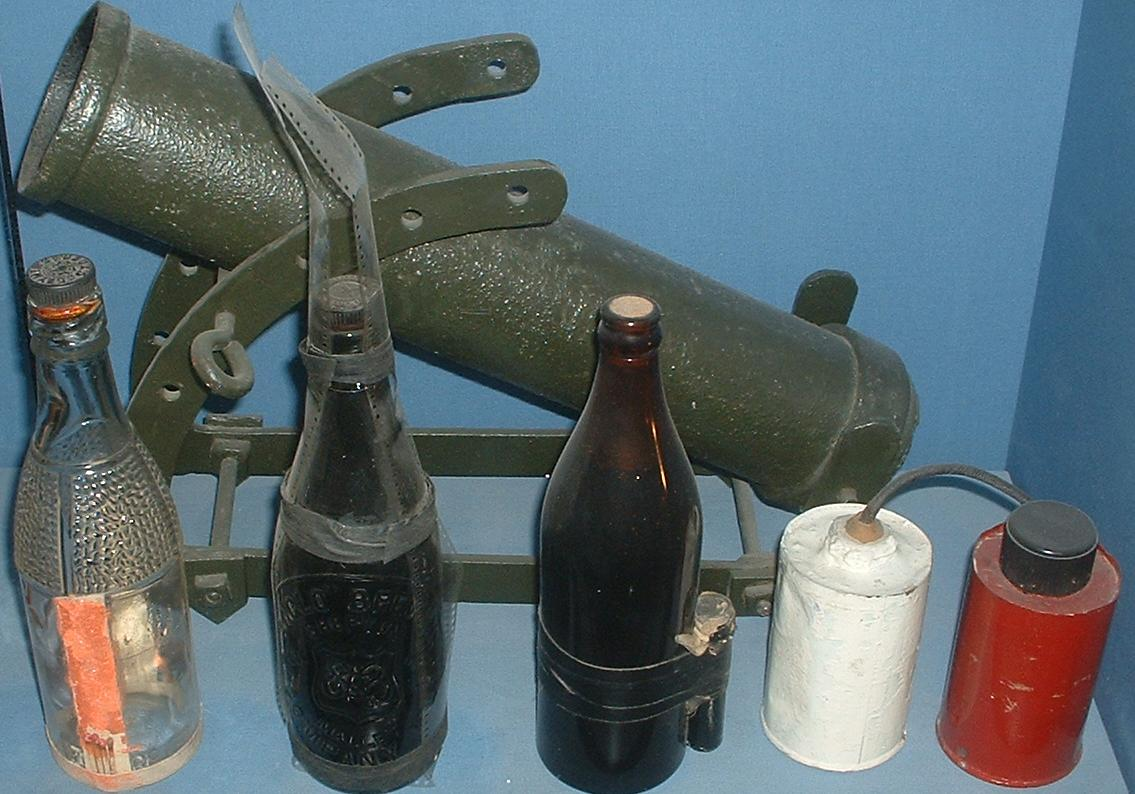
布の代わりに写真フィルムを使った火炎瓶（ホームガードの個人装備）。
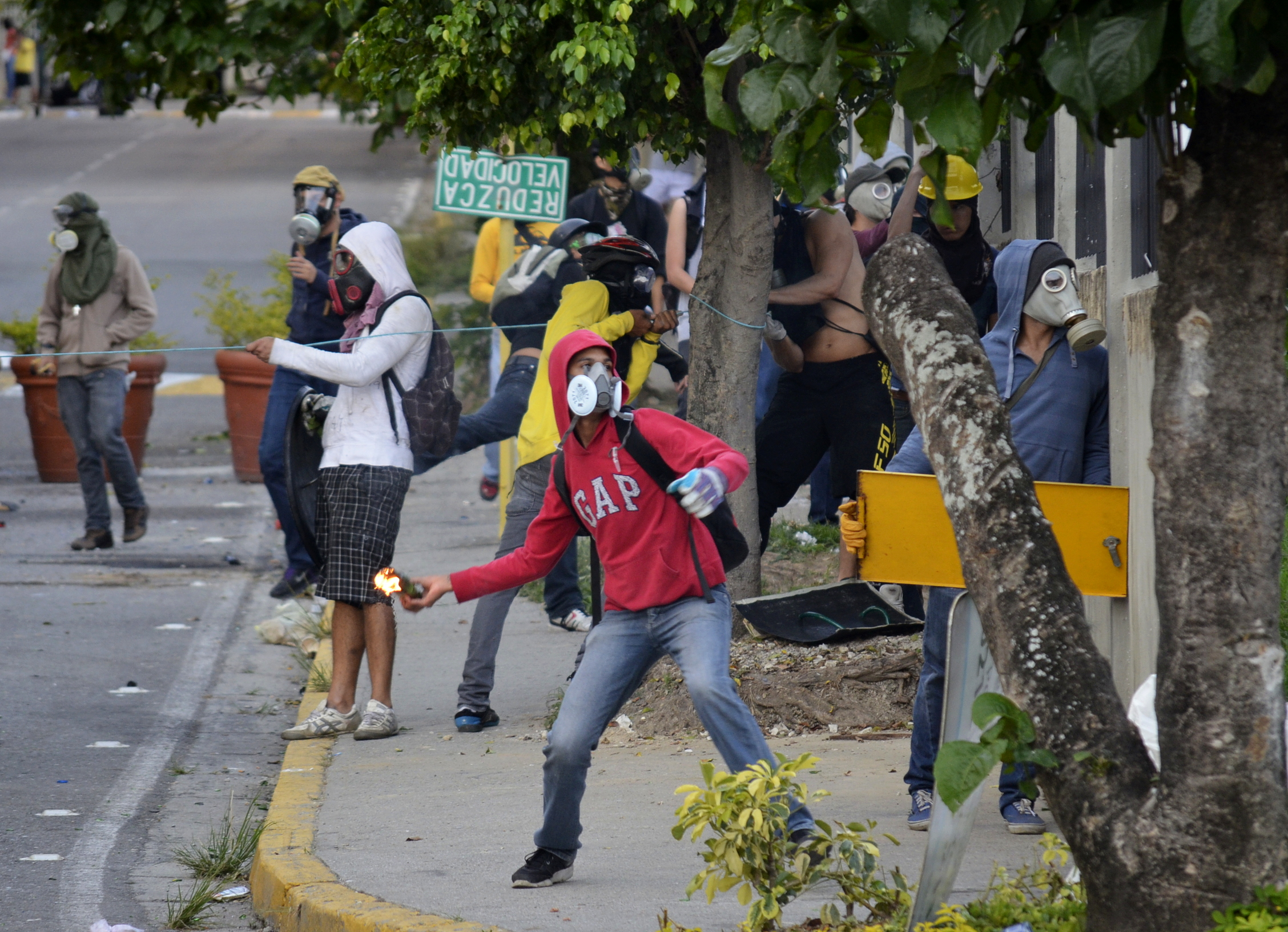
2014年のベネズエラにおける抗議活動で投げられる火炎瓶
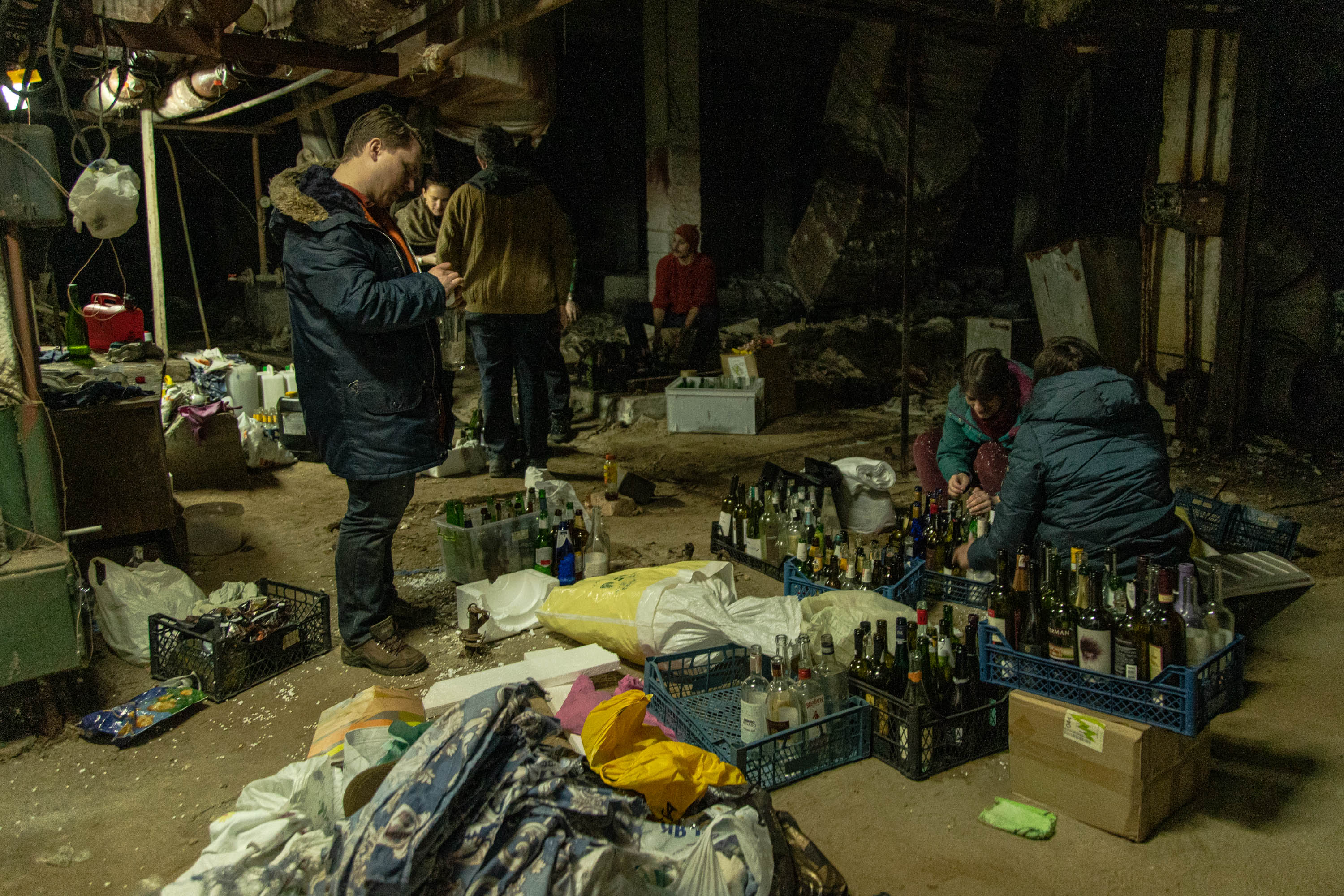
2022年ロシアのウクライナ侵攻に際し、火炎瓶を作るウクライナの市民（2022年）
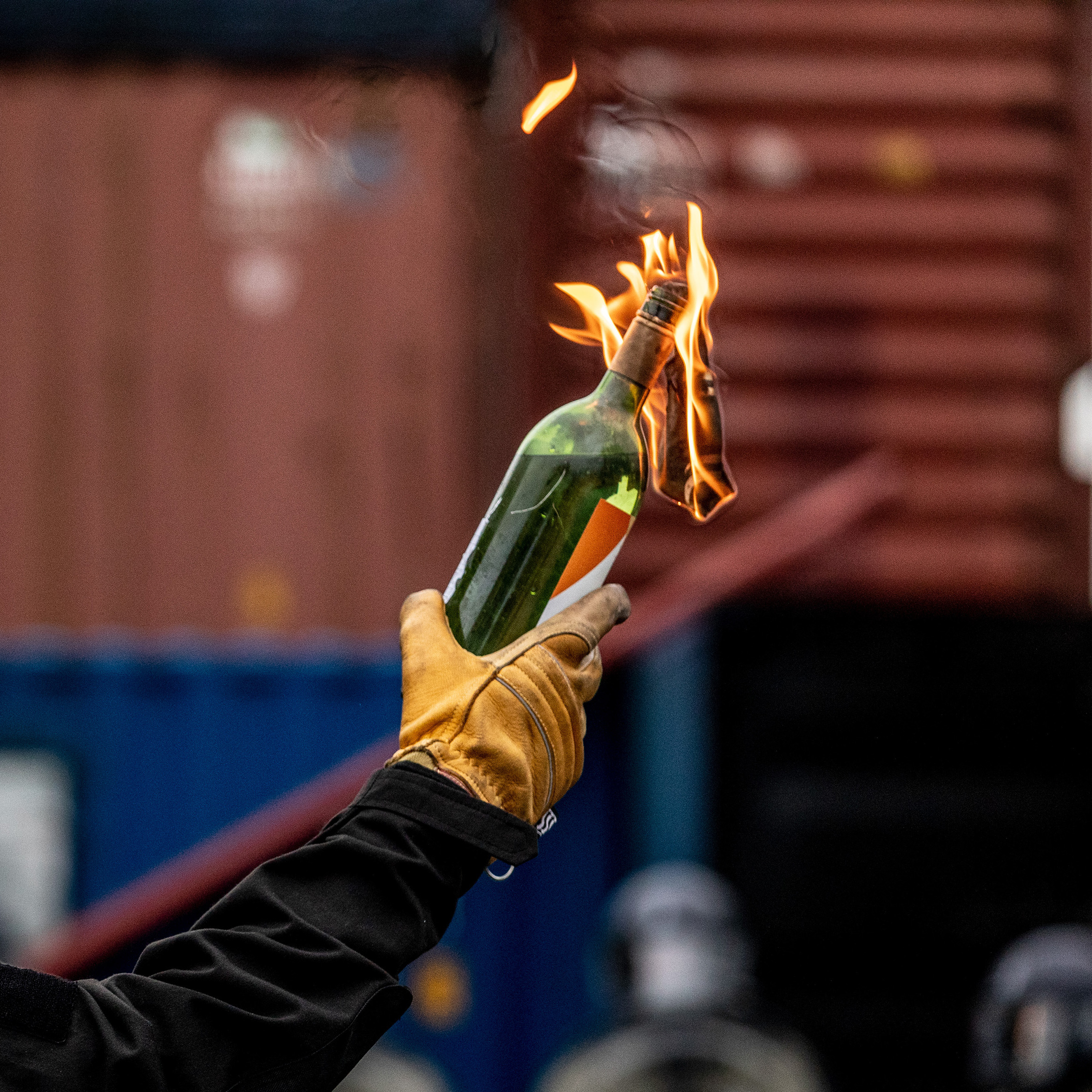
オランダ王立保安隊の機動部隊の訓練で火炎瓶に着火した様子（2021年）